# Finleyville
Finleyville est un borough situé à l'est du comté de Washington, en Pennsylvanie, aux États-Unis,. En 2010, il comptait une population de 461 habitants, estimée au 1er juillet 2020 à 441 habitants. Le borough est incorporé le 19 février 1896.

## Démographie
Lors du recensement de 2010, le borough comptait une population de 461 habitants. Elle est estimée, en 2020, à 441 habitants.